# سماقلو (سقز)
قرية سماقلو (بالكردية: سماقلوو) هي إحدى القرى التابعة لـذو الفقار في ريف قسم سرشيو من مقاطعة سقز، في محافظة كردستان الإيرانية.

## السكان
حسب إحصاءات سنة 2006، بلغ إجمالي السكان في سماقلو 393 نسمة وعدد المساكن 73 مسكن. لغة سكان سماقلو هي اللغة الكردية و هم من أهل السنة والجماعة والمذهب الشافعي.